# Dalkhola
Dalkhola is een census town in het district Uttar Dinajpur van de Indiase staat West-Bengalen.

## Demografie
Volgens de Indiase volkstelling van 2001 wonen er 13.891 mensen in Dalkhola, waarvan 53% mannelijk en 47% vrouwelijk is. De plaats heeft een alfabetiseringsgraad van 58%.

## Galerij

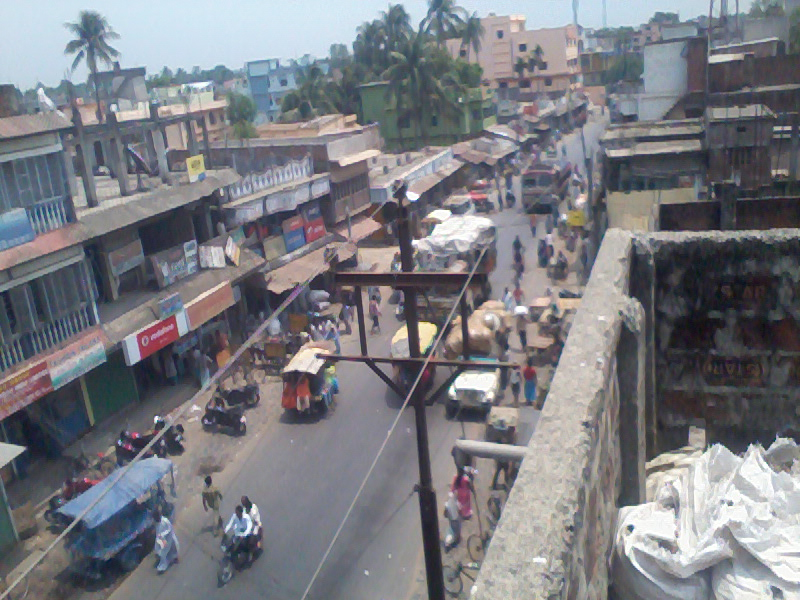
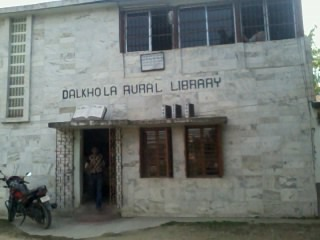
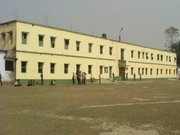
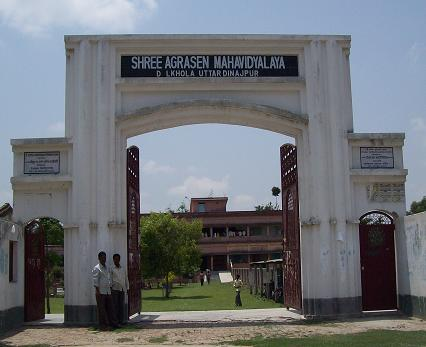
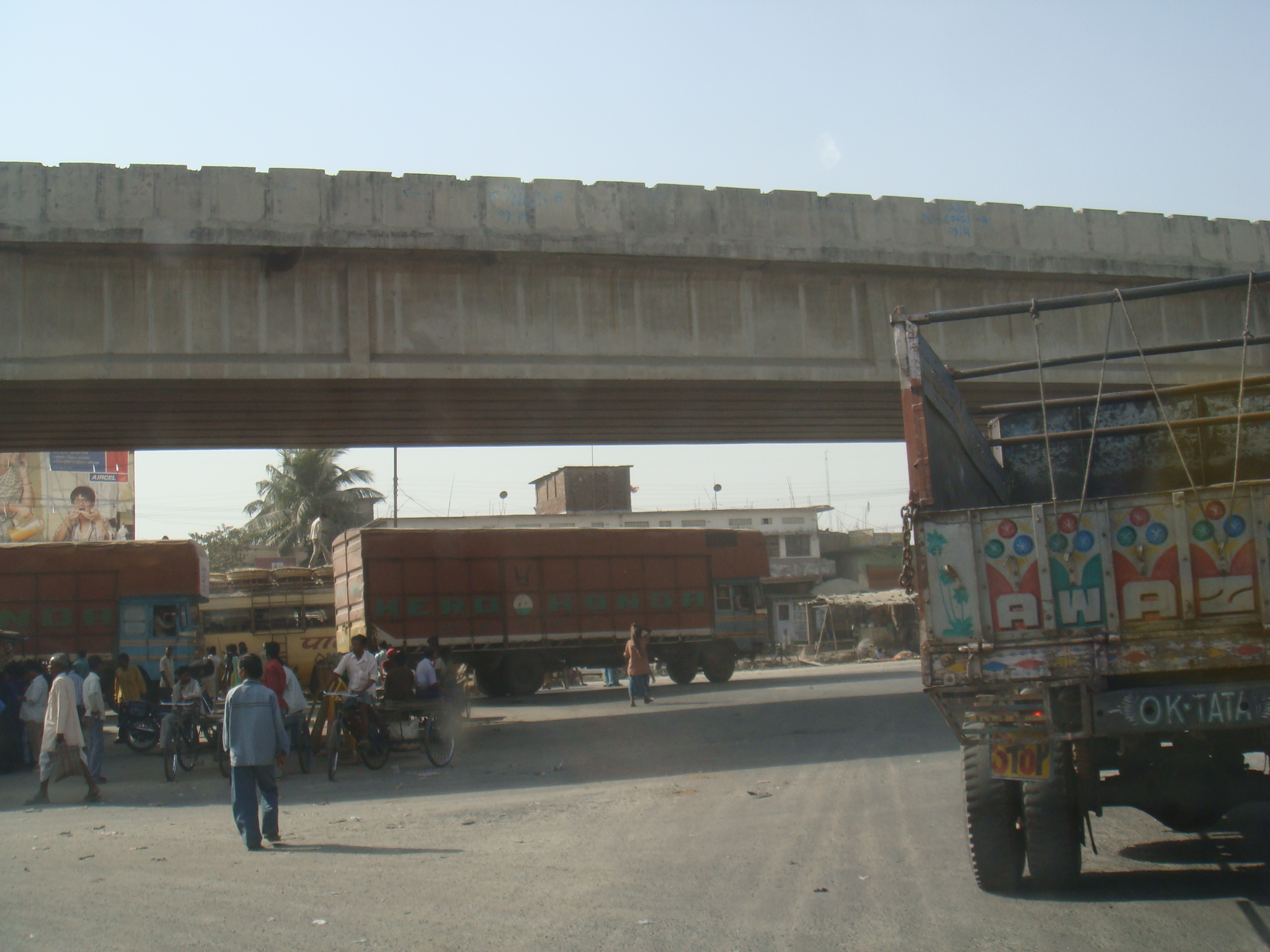
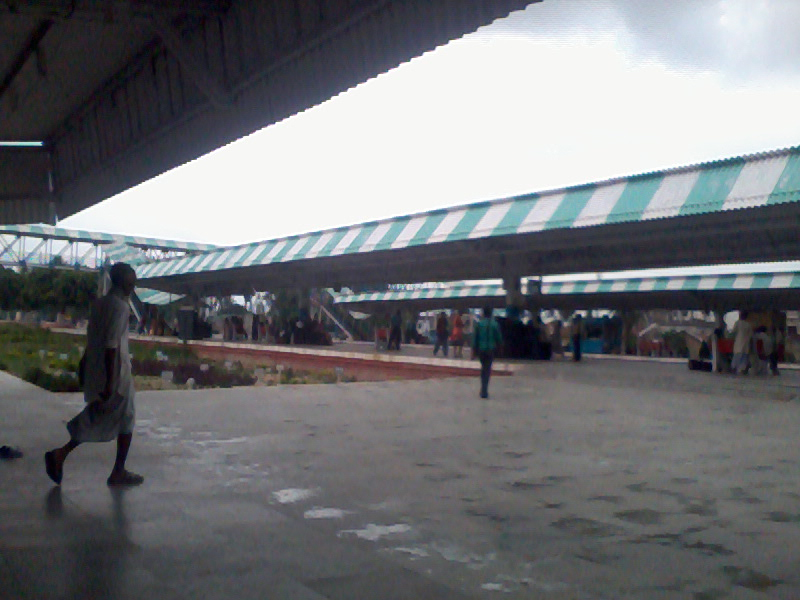